# Bouchea pseudogervao
Bouchea pseudogervao là một loài thực vật có hoa trong họ Cỏ roi ngựa. Loài này được (A.St.-Hil.) Cham. mô tả khoa học đầu tiên năm 1832.